# Championnat d'Espagne de rink hockey D2
La OK Liga Plata (en français : « OK Liga d'argent ») correspond au 2e niveau du championnat d'Espagne de rink hockey.

## Présentation
La OK Liga Plata est organisée par Fédération royale espagnole de patinage (RFEP). La dénomination actuelle de « OK Liga Plata » remonte à la saison 2018-2019. Précédemment et depuis sa fondation en 1969-1970, son nom était Primera División Nacional de hockey sobre patines (« Première division nationale de rink hockey »).
Lors des saisons 1992/93 et 1993/94, la première division devint en fait le troisième niveau du championnat, lorsque la division d’honneur fut subdivisée en un premier niveau appelé Liga A-1 et un deuxième niveau appelé Liga A-2, avec douze équipes chacune.
Quatorze équipes s'affrontent en 26 journées. Généralement, les trois clubs classés derniers dans la OK Liga - premier niveau du championnat - descendent dans OK Liga Plata, tandis que les trois premiers de la OK Liga Plata montent en 1re division. Les trois derniers classés dans la OK Liga Plata descendent quant à eux dans les ligues autonomiques - troisième niveau du championnat.